# Starzeln
Starzeln ist ein Dorf auf der Schwäbischen Alb im Zollernalbkreis in Baden-Württemberg. Der heutige Stadtteil von Burladingen liegt 4,5 Kilometer westnordwestlich des Stadtzentrums auf 656 m ü. NN und hat 486 Einwohner (Stand 31. Dezember 2024).

## Geographie
Starzeln liegt im hier Killertal genannten Tal des Neckar-Zuflusses Starzel. Diesem fließt im Ortsbereich von links der Scharlenbach zu, weshalb das Killertal hier eine westliche Talweitung und recht flache linke Hänge mit offener Wiesenflur zeigt.
Die Ortsteilgemarkung erstreckt sich längs der zentralen, nordnordwestlich ziehenden Talachse zwischen Ein- und Ausfluss der Starzel nur etwa einen Kilometer weit, während sie quer dazu über fünf Kilometer misst (jeweils in Luftlinie). Ihr mit 904,6 m ü. NN höchster Punkt liegt auf dem Gipfel des Oberen Bergs, der sich über der Hochebene rechts des Tales erhebt, der niedrigste am Ausfluss der Starzel auf rund 635 m ü. NN.

## Geschichte

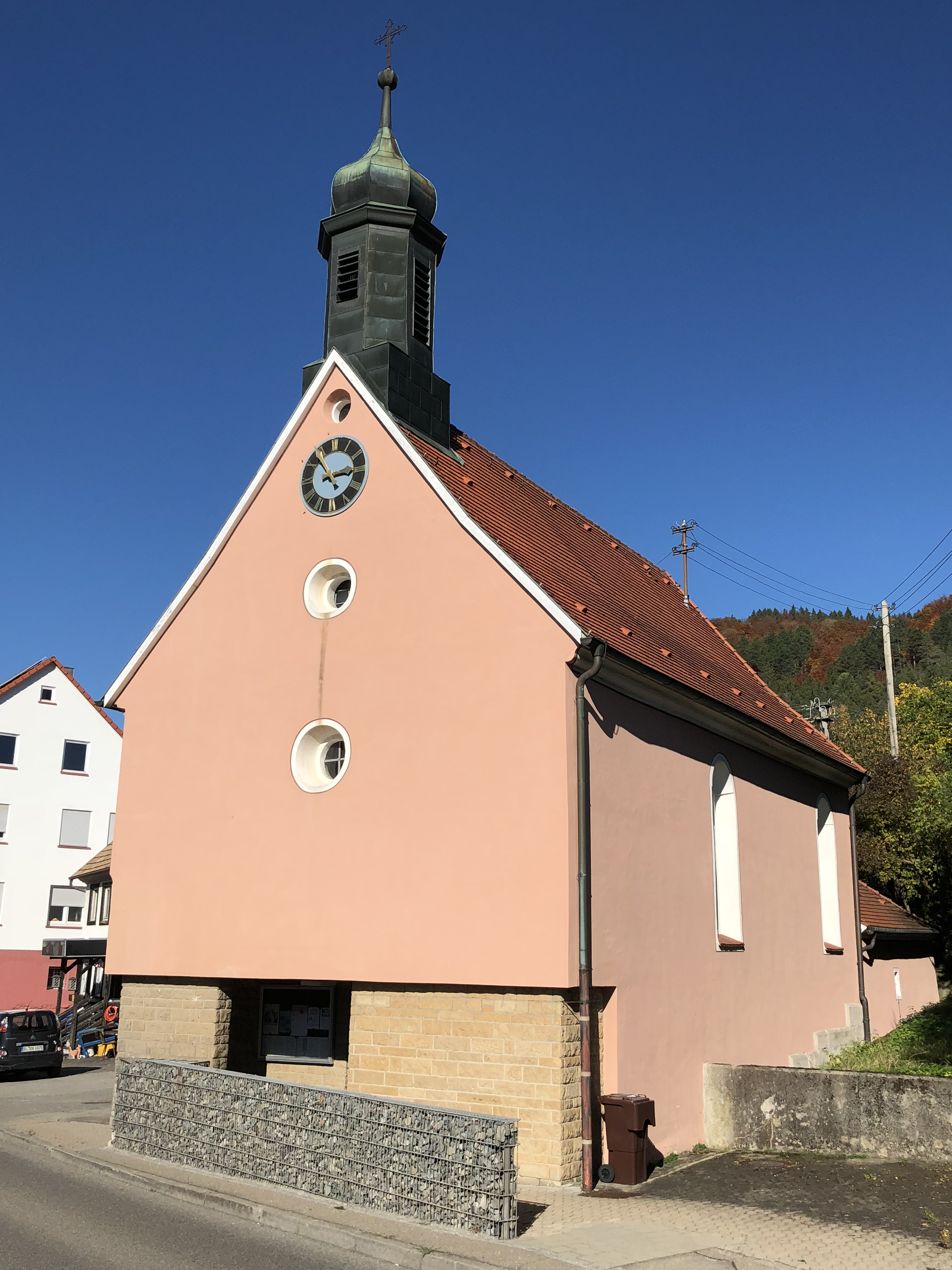
St. Johannes

Starzeln wird erstmals 1090 bei einer Güterschenkung an das Kloster St. Georgen genannt. Der Ort kam von den Herren von Jungingen an den Johanniterorden, von dem das Dorf im Jahr 1300 an Württemberg gelangte. Die Johanniter behielten ihre westlich des Ortes befindliche Niederlassung Jungental, die zur Ordenskommende Hemmendorf gehörte. Die Anlage mit Kirche und Spital wurde im 18. Jahrhundert abgebrochen. Die Grafen von Zollern erwarben den Ort 1473 von Württemberg und 1606 auch die Johanniter-Niederlassung.
Im Wappen von Starzeln ist das Johanniterkreuz dargestellt.
Starzeln hatte 1790 und 1842 422 Einwohner und 1890 335.
Am 1. Januar 1973 wurde Starzeln nach Burladingen eingemeindet.

## Verkehr

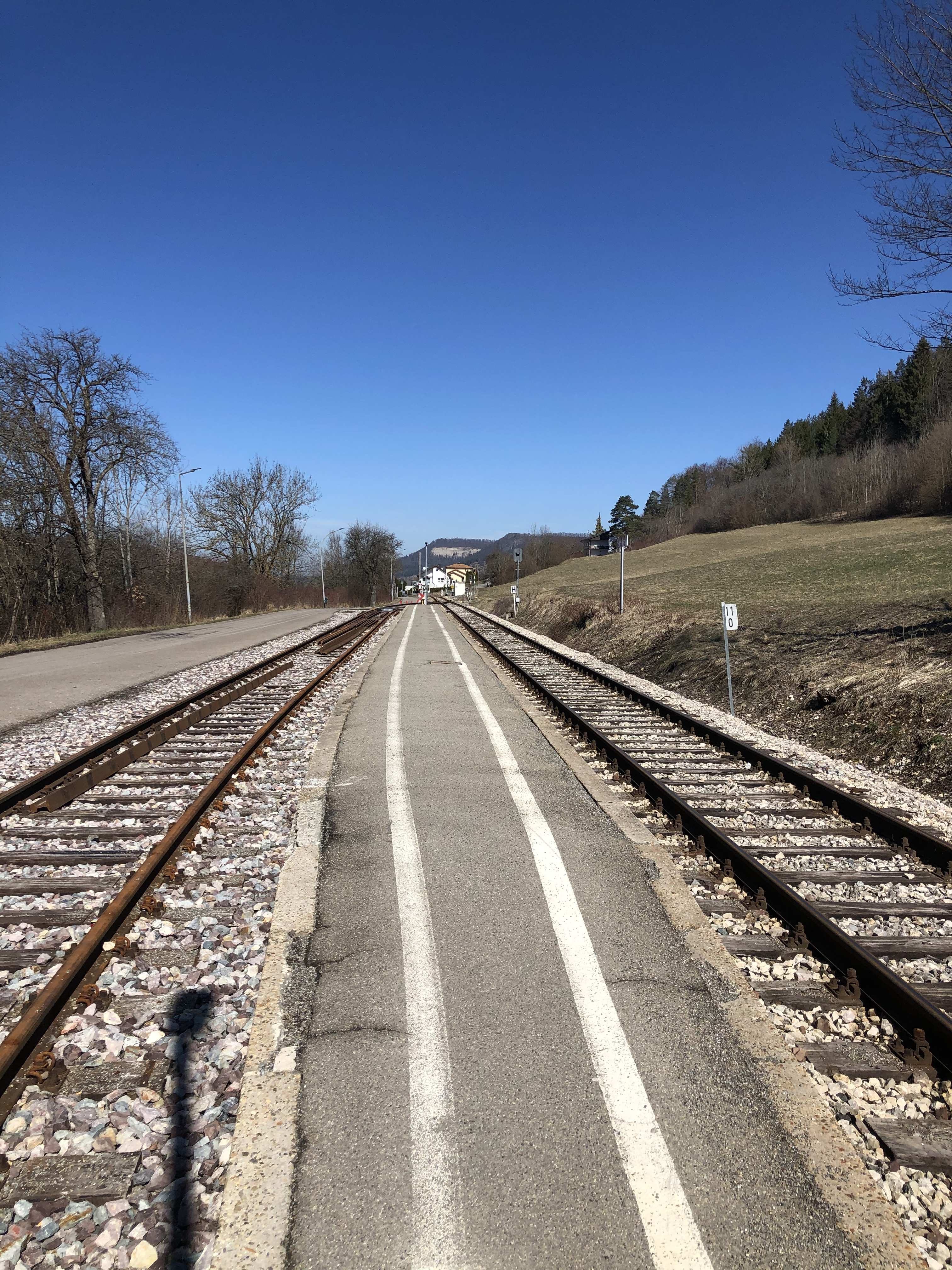
Haltepunkt Hausen-Starzeln

Durch das Dorf führen die Bundesstraße 32 und die Stammstrecke der Hohenzollerischen Landesbahn von Hechingen nach Sigmaringen, die den Haltepunkt Hausen-Starzeln bedient.